# 1210年代
1210年代（せんにひゃくじゅうねんだい）は、西暦（ユリウス暦）1210年から1219年までの10年間を指す十年紀。

## できごと

### 1210年
- 土御門天皇が譲位し、第84代順徳天皇が即位。

### 1215年
- イギリスでマグナ・カルタが制定される。

### 1216年
- ホノリウス3世、説教者修道会（ドミニコ会）を認可。

### 1219年
- 鎌倉幕府第3代将軍源実朝が暗殺され、源氏の正統が途絶える。